# GT Brasil
A GT Brasil (anteriormente Brasil GT3 Championship) foi uma categoria brasileira de automobilismo, disputada de 2007 a 2013, com os chamados "carros dos sonhos",

## História
A FIA GT3 foi criada na Europa em 2006, e a partir dela foi criada a versão brasileira, a Brasil GT3 Championship.
Na primeira temporada, disputada em 2007, o título ficou com a dupla Andreas Mattheis e Xandy Negrão, que pilotavam uma Dodge Viper.
Em virtude da criação da nova categoria GT4 em 2010, o nome da categoria foi alterado para GT Brasil.

## Carros da temporada 2011

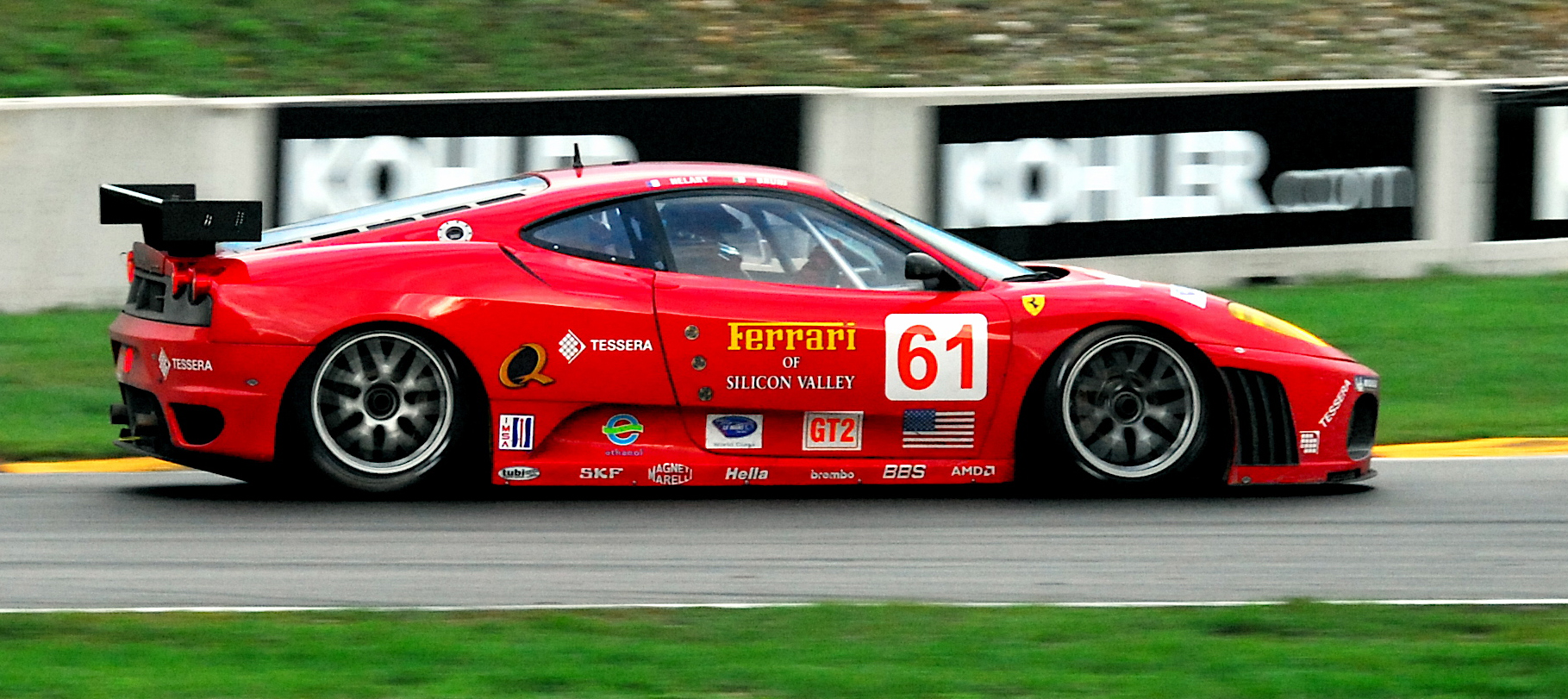
Ferrari F430

## Pontuação
| Posição | 1  | 2 | 3 | 4 | 5 | 6 | 7 | 8 |
| ------- | -- | - | - | - | - | - | - | - |
| Pontos  | 10 | 8 | 6 | 5 | 4 | 3 | 2 | 1 |

## Campeões
| Ano  | Classe     | Campeão                             | Carro                                                  |
| ---- | ---------- | ----------------------------------- | ------------------------------------------------------ |
| 2007 | GT3        | Andreas Mattheis Xandy Negrão       | Dodge Viper Competition Coupe Lamborghini Gallardo GT3 |
| 2008 | GT3        | Andreas Mattheis Xandy Negrão       | Dodge Viper Competition Coupe Ford GT                  |
| 2009 | GT3        | Rafael Derani Claúdio Ricci         | Ferrari F430 GT3                                       |
| 2010 | GT3        | Mateus Stumpf Valdeno Brito         | Ford GT                                                |
| 2010 | GT4        | Valter Rossete                      | Maserati Trofeo Ferrari Challenge                      |
| 2011 | GT3        | Mateus Stumpf Valdeno Brito         | Ford GT                                                |
| 2011 | GT4        | Cristiano Federico Caio Lara        | Aston Martin V8 Vantage GT4                            |
| 2012 | GT3        | Cleber Faria Duda Rosa              | Mercedes-Benz SLS AMG GT3                              |
| 2012 | GTP        | Carlos Kray Andersom Toso           | Lamborghini Gallardo LP520 GT3                         |
| 2012 | GT4        | Sergio Laganá Alan Hellmeister      | Aston Martin V8 Vantage GT4                            |
| 2013 | GT3 Pro-Am | Marcelo Hahn                        | Lamborghini Gallardo LP600+ GT3                        |
| 2013 | GT3 GTR    | Cristiano de Almeida Pierre Ventura | Lamborghini Gallardo LP520 GT3                         |
| 2013 | GT4        | Eduardo Oliveira William Freire     | Ferrari Challenge                                      |

## Carros da temporada 2011[1]
| Fabricante   | Modelo                  |
| ------------ | ----------------------- |
| Aston Martin | Vantage V12             |
| Chevrolet    | Corvette Z06R           |
| Dodge        | Viper Competition Coupé |
| Ferrari      | F430                    |
| Ferrari      | F458                    |
| Ferrari      | F488                    |
| Ford         | GT GT3                  |
| Lamborghini  | Gallardo LP700          |
| Lamborghini  | Gallardo LP660          |
| Lamborghini  | Gallardo LP600          |
| Lamborghini  | Huracán GT3             |

## Calendário da temporada 2011[2]
| Cidade               | Circuito                                     | Data                     |
| -------------------- | -------------------------------------------- | ------------------------ |
| São Paulo-SP         | Autódromo de Interlagos                      | 08 a 10 de Abril         |
| São Paulo-SP         | Circuito de Rua Anhembi                      | 29 de Abril a 01 de Maio |
| Curitiba-PR          | Autódromo Internacional de Curitiba          | 20 a 22 de Maio          |
| Santa Cruz do Sul-RS | Autódromo Internacional de Santa Cruz do Sul | 24 a 26 de Junho         |
| Curitiba-PR          | Autódromo Internacional de Curitiba          | 22 a 24 de Julho         |
| São Paulo-SP         | Autódromo de Interlagos                      | 26 a 28 de Agosto        |
| Rio de Janeiro-RJ    | Autódromo de Jacarepaguá                     | 09 a 11 de Setembro      |
| Campo Grande-MS      | Autódromo Internacional Orlando Moura        | 21 a 23 de Outubro       |
| Londrina-PR          | Autódromo Internacional Ayrton Senna         | 11 a 13 de Novembro      |
| São Paulo-SP         | Autódromo de Interlagos                      | 16 a 18 de Dezembro      |